# Hexachaeta ecuatoriana
Hexachaeta ecuatoriana är en tvåvingeart som beskrevs av Hernandez-ortiz 1999. Hexachaeta ecuatoriana ingår i släktet Hexachaeta och familjen borrflugor.
Artens utbredningsområde är Ecuador. Inga underarter finns listade i Catalogue of Life.